# مردم در بالا

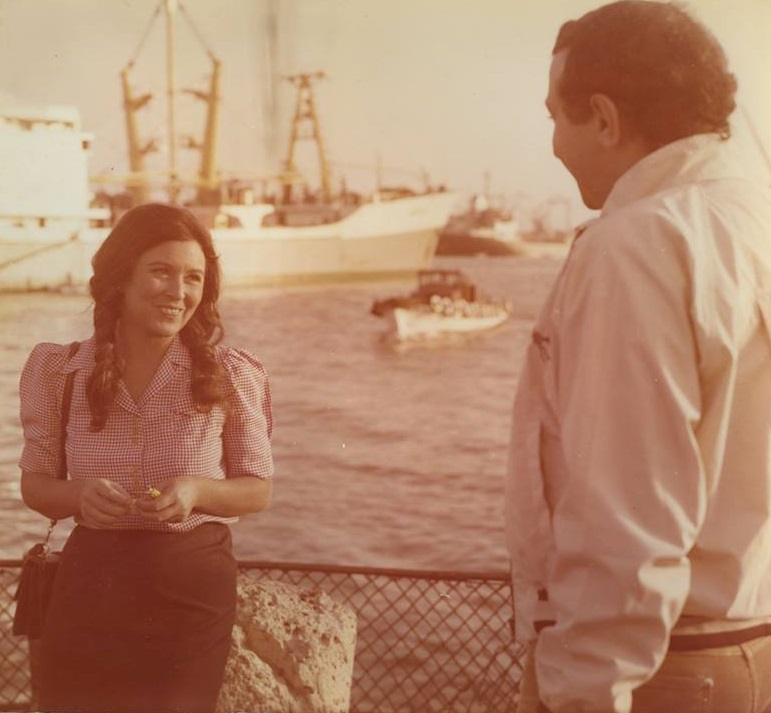
فیلم سینمایی مردم در بالا

مردم در بالا (عربی: أهل القمة) یک فیلم است که در سال ۱۹۸۱ منتشر شد. از بازیگران آن می‌توان به نور الشریف اشاره کرد.
این فیلم برگزیده برای جایزه اسکار بهترین فیلم خارجی‌زبان در پنجاه و چهارمین دوره جوایز اسکار شد.